# Taiwanische Fußballnationalmannschaft der Frauen
Die taiwanische Fußballnationalmannschaft der Frauen repräsentiert die Republik China (Taiwan) im internationalen Frauenfußball. Seit den 1980er Jahren tritt sie bei internationalen Wettbewerben als Frauen-Fußballnationalmannschaft von Chinese Taipei an (siehe dazu: Chinese Taipei). Die Nationalmannschaft ist dem Fußballverband von Chinese Taipei unterstellt und wird von Huang Yu Chuan trainiert.
Die taiwanische Auswahl wurde bisher dreimal asiatischer und zweimal ozeanischer Meister. Damit gehört Taiwan neben Australien und Neuseeland zu den drei Nationalmannschaften, die die kontinentalen Meisterschaften zweier Konföderationen gewinnen konnten. In dieser Zeit nahm Taiwan aber nicht an den Asienmeisterschaften teil. Seit der Jahrtausendwende kam die Mannschaft bei der Asienmeisterschaft nicht mehr über die Vorrunde hinaus und konnte sich zuletzt nicht qualifizieren.
Beim Start der FIFA-Weltrangliste im Juli 2003 belegte Taiwan Platz 22.

## Turnierbilanz

### Weltmeisterschaft
| Jahr | Ergebnis           | Trainer       | Meiste Spiele                | Meiste Tore                           |
| ---- | ------------------ | ------------- | ---------------------------- | ------------------------------------- |
| 1991 | Viertelfinale      | Chong Tsu-pin | 8 Spielerinnen mit 4 Spielen | Lin Mei-chun und Chou Tai-ying (je 1) |
| 1995 | nicht qualifiziert |               |                              |                                       |
| 1999 | nicht qualifiziert |               |                              |                                       |
| 2003 | nicht qualifiziert |               |                              |                                       |
| 2007 | nicht qualifiziert |               |                              |                                       |
| 2011 | nicht qualifiziert |               |                              |                                       |
| 2015 | nicht qualifiziert |               |                              |                                       |
| 2019 | nicht qualifiziert |               |                              |                                       |
| 2023 | nicht qualifiziert |               |                              |                                       |
| Alle |                    |               | 8 Spielerinnen mit 4 Spielen | Lin Mei-chun und Chou Tai-ying (je 1) |

### Olympische Spiele
| - 1996: nicht qualifiziert - 2000: nicht qualifiziert - 2004: nicht qualifiziert - 2008: nicht qualifiziert | - 2012: nicht qualifiziert - 2016: nicht qualifiziert - 2020: nicht qualifiziert - 2024: nicht qualifiziert |

### Asienmeisterschaft
- 1975: Nicht teilgenommen
- 1977: Sieger
- 1979: Sieger
- 1981: Sieger
- 1983 bis 1986: Nicht teilgenommen
- 1989: Zweiter Platz
- 1991: Dritter Platz
- 1993: Vierter Platz
- 1995: Vierter Platz
- 1997: Vierter Platz
- 1999: Zweiter Platz
- 2001: Gruppenphase
- 2003: Gruppenphase
- 2006: Gruppenphase
- 2008: Gruppenphase
- 2010: Nicht qualifiziert
- 2014: Nicht qualifiziert
- 2018: Nicht qualifiziert
- 2022: Viertelfinale
- 2026: Qualifiziert

### Asienspiele
| - 1990: 4. Platz - 1994: 3. Platz - 1998: 4. Platz - 2002: 5. Platz - 2006: Vorrunde - 2010: nicht teilgenommen - 2014: Viertelfinale - 2018: 4. Platz - 2023: Viertelfinale |

### Ostasienmeisterschaft
| - 2005: nicht teilgenommen - 2008: nicht qualifiziert - 2010: Vierter - 2013: nicht qualifiziert - 2017: nicht qualifiziert |

### Ozeanienmeisterschaft
- 1986: Sieger
- 1989: Sieger

## Spiele gegen Nationalmannschaften deutschsprachiger Länder
Alle Ergebnisse aus taiwanischer Sicht.

### Deutschland
| Datum             | Ort                             | Ergebnis | Anlass      |
| 19. November 1991 | Zhongshan (Volksrepublik China) | 0:3      | WM-Vorrunde |

### Österreich
Bisher gab es noch keine Länderspiele gegen die österreichische Auswahl.

### Schweiz
Bisher gab es noch keine Länderspiele gegen die Schweizer Auswahl.